# Poecilimon minutus
Poecilimon minutus är en insektsart som beskrevs av Karabag 1975. Poecilimon minutus ingår i släktet Poecilimon och familjen vårtbitare. Inga underarter finns listade i Catalogue of Life.